# ケネス・カールセン
ケネス・カールセン（Kenneth Carlsen, 1973年4月17日 - ）は、デンマーク・コペンハーゲン出身の男子プロテニス選手。彼はATPツアーでシングルス3勝を挙げたが、その中には2002年ジャパン・オープン・テニス選手権男子シングルス優勝もある。自己最高ランキングはシングルス41位、ダブルス134位。左利き、バックハンド・ストロークは片手打ち。

## 来歴
9歳からテニスを始め、1992年にプロ入り。すぐに男子テニス国別対抗戦デビスカップデンマーク代表選手に選ばれ、同年のバルセロナ五輪でオリンピックに初出場を果たすが、シングルス・ダブルスともに1回戦敗退。9月末のクイーンズランド・オープンで初めて準優勝を果たした後、10月のセイコー・スーパー・テニスで初来日する。1993年全豪オープンで4大大会にデビューし、いきなりミヒャエル・シュティヒとの4回戦まで進出した。同年6月7日付で、彼は世界ランキング41位となり、ATPランキングで50位以内に入った最初のデンマーク人選手となった。この年は全般的に好調で、ウィンブルドン選手権でもセドリック・ピオリーンとの3回戦に進んでいる。しかし、彼の4大大会挑戦は決して順調ではなかった。
1996年アトランタ五輪で2度目のオリンピックに出場し、シングルス3回戦まで勝ち進んだ。1回戦でマーク・ノールズを、2回戦でジェイソン・ストルテンバーグを破って勝ち進んだ彼は、3回戦で当年度のウィンブルドン選手権準優勝者マラビーヤ・ワシントンに7-6, 0-6, 2-6で逆転負けした。デビスカップでは、デンマーク代表はしばらくの間最上位カテゴリーのワールドグループで1回戦敗退→ワールドグループ・プレーオフ勝利による残留を繰り返していたが、デビスカップ1996ワールドグループ・プレーオフでスペインに1勝4敗で敗れたため、デビスカップ1997からヨーロッパ・アフリカゾーンに転落してしまう。その後、デンマークはいまだワールドグループ復帰を実現させていない。
1998年4月、カールセンは香港オープンシングルス決勝でバイロン・ブラックを6-2, 6-0で破り、ここでツアー初優勝を果たした。これはデンマーク人の男子選手がATPツアーで獲得した最初のシングルスタイトルである。その後左肩の故障に悩み、2000年のシーズンを棒に振る。2度の手術で1年8ヶ月のブランクを経験し、2001年6月にようやくツアー復帰を果たした。2002年ジャパン・オープン・テニス選手権で、カールセンは決勝でマグヌス・ノーマンを7-6, 6-3で破り、4年ぶりのツアー2勝目を挙げた。この優勝により、カールセンは世界ランキングを65位まで戻した。2004年ウィンブルドン選手権で10年ぶり3度目の3回戦進出を果たす。2005年全米国際インドアテニス選手権決勝でマックス・ミルヌイを破り、ツアー3勝目を達成した。
2006年全仏オープン1回戦敗退を最後に、カールセンは4大大会の本戦出場から遠ざかる。2007年6月、彼は当年度限りでの現役引退を表明し、10月のストックホルム・オープンとデンマークのコルディングでのチャレンジャー大会を最後に、16年間の現役生活に終止符を打った。最後の年には、2003年以来4年ぶりのデビスカップに出場し、通算「40勝25敗 (シングルス29勝13敗、ダブルス11勝12敗)」の成績を残した。デビスカップデンマーク代表選手としての通算勝利数とシングルス勝利数は、クルト・ニールセン、トルベン・ウルリッヒに続くチーム歴代3位記録となった。

## ATPツアー決勝進出結果

### シングルス: 7回 (3勝4敗)
| 大会グレード                                  |
| グランドスラム (0-0)                          |
| テニス・マスターズ・カップ (0-0)              |
| ATPマスターズシリーズ (0-0)                   |
| ATPインターナショナルシリーズ・ゴールド (2-0) |
| ATPインターナショナルシリーズ (1–4)           |

| サーフェス別タイトル |
| ハード (3–2)         |
| クレー (0-0)         |
| 芝 (0-1)             |
| カーペット (0-1)     |

| 結果   | No. | 決勝日        | 大会           | サーフェス        | 対戦相手               | スコア           |
| ------ | --- | ------------- | -------------- | ----------------- | ---------------------- | ---------------- |
| 準優勝 | 1.  | 1992年9月28日 | ブリスベン     | ハード (室内)     | ギヨーム・ラウー       | 4–6, 6–7(10)     |
| 準優勝 | 2.  | 1996年3月11日 | コペンハーゲン | カーペット (室内) | セドリック・ピオリーン | 2–6, 6–7(7)      |
| 準優勝 | 3.  | 1997年1月6日  | オークランド   | ハード            | ヨナス・ビョルクマン   | 6–7(7), 0–6      |
| 優勝   | 1.  | 1998年4月13日 | 香港           | ハード            | バイロン・ブラック     | 6–2, 6–0         |
| 準優勝 | 4.  | 1999年7月5日  | ニューポート   | 芝                | クリス・ウッドルフ     | 7–6(5), 4–6, 4–6 |
| 優勝   | 2.  | 2002年10月6日 | 東京           | ハード            | マグヌス・ノーマン     | 7–6(6), 6–3      |
| 優勝   | 3.  | 2005年2月14日 | メンフィス     | ハード (室内)     | マックス・ミルヌイ     | 7–5, 7–5         |

### ダブルス: 3回 (0勝3敗)
| 結果   | No. | 決勝日        | 大会           | サーフェス        | パートナー               | 対戦相手                                          | スコア        |
| ------ | --- | ------------- | -------------- | ----------------- | ------------------------ | ------------------------------------------------- | ------------- |
| 準優勝 | 1.  | 1997年3月10日 | コペンハーゲン | カーペット (室内) | フレデリク・フェテレイン | アンドレイ・オルホフスキー ブレット・スティーブン | 4–6, 2–6      |
| 準優勝 | 2.  | 1998年9月20日 | タシュケント   | ハード            | チャン・シャルケン       | ステファノ・ペスコソリド ローレンス・ティレメン   | 5–7, 6–4, 5–7 |
| 準優勝 | 3.  | 2006年9月11日 | 北京           | ハード            | ミヒャエル・ベラー       | マリオ・アンチッチ マヘシュ・ブパシ               | 4–6, 3–6      |

## 4大大会シングルス成績
略語の説明
| W | F | SF | QF | #R | RR | Q# | LQ | A | Z# | PO | G | S | B | NMS | P | NH |

W=優勝, F=準優勝, SF=ベスト4, QF=ベスト8, #R=#回戦敗退, RR=ラウンドロビン敗退, Q#=予選#回戦敗退, LQ=予選敗退, A=大会不参加, Z#=デビスカップ/BJKカップ地域ゾーン, PO=デビスカップ/BJKカッププレーオフ, G=オリンピック金メダル, S=オリンピック銀メダル, B=オリンピック銅メダル, NMS=マスターズシリーズから降格, P=開催延期, NH=開催なし.
| 大会           | 1992 | 1993 | 1994 | 1995 | 1996 | 1997 | 1998 | 1999 | 2000 | 2001 | 2002 | 2003 | 2004 | 2005 | 2006 | 2007 | 通算成績 |
| -------------- | ---- | ---- | ---- | ---- | ---- | ---- | ---- | ---- | ---- | ---- | ---- | ---- | ---- | ---- | ---- | ---- | -------- |
| 全豪オープン   | A    | 4R   | 2R   | 2R   | 1R   | 1R   | 1R   | 1R   | A    | A    | 1R   | 1R   | 1R   | 1R   | 1R   | LQ   | 5–12     |
| 全仏オープン   | A    | 2R   | 1R   | 2R   | 1R   | 1R   | 1R   | 1R   | A    | A    | LQ   | 1R   | 1R   | 1R   | 1R   | LQ   | 2–11     |
| ウィンブルドン | A    | 3R   | 3R   | 2R   | 1R   | 1R   | 1R   | A    | A    | 2R   | 1R   | 1R   | 3R   | 1R   | LQ   | LQ   | 8–11     |
| 全米オープン   | LQ   | 1R   | 1R   | 3R   | 2R   | 2R   | 1R   | 2R   | A    | 1R   | 2R   | 2R   | 1R   | 1R   | LQ   | LQ   | 7–12     |